# Хаджи-Мурат (оперетта)
«Хаджи-Мурат» — русская оперетта (комическая опера) с сюжетом из жизни кавказских горцев, поставленная в 1887 году и продержавшаяся на сцене более 30 лет. Сюжет повести никак не связан с одноимённой повестью Льва Толстого и с историческим Хаджи-Муратом.

## История
«Хаджи-Мурат» был одной из редких русских дореволюционных оперетт. Хотя в исходном либретто он назван «комической оперой», этот термин уже в начале XX века был окончательно вытеснен термином «оперетта» (или «оперетка»), и с тех пор «Хаджи-Мурат» упоминается именно как оперетта.
Премьера «Хаджи-Мурата» состоялась 26 января 1887 года в Петербургском Малом театре.
Либретто принадлежит малоизвестному писателю Захару Осетрову, автору множества «пьес из жизни народа», в числе которых драмы, комедии, «шутки», «исторические были» и пр.. Музыка написана композитором Иваном Деккер-Шенком, который был не только сочинителем оперетт и романсов, но и гитаристом-виртуозом, мандолинистом, певцом, дирижёром и автором самоучителей для игры на гитаре.
Несмотря на то, что имя Хаджи-Мурат ассоциируется с героем повести Льва Толстого, опубликованной в 1912 году, и оперетту иногда упоминают в качестве её экранизации, в действительности она была создана задолго до того, как у Толстого возник замысел повести «Хаджи-Мурат». Кроме того, исторический Хаджи-Мурат не жил во время, когда происходит действие оперетты. В точности неизвестно, почему Осетров назвал своего героя именно Хаджи-Муратом: решающую роль, по-видимому, сыграло собственно экзотическое имя, которое к тому же рифмуется со словом «брат», что было важно для сюжета.

## Сюжет
Действие происходит в Грузии в конце XVIII столетия. Сюжет основан на вражде грузин и дагестанцев («лезгинцев»). Двадцатилетний «лезгинец» Хаджи-Мурат влюбляется в грузинку Кетевану, невесту местного князя. Переодетый в грузина, Хаджи-Мурат наблюдает за ней, когда она гуляет с подругами, затем похищает её и увозит в горы. Ей удаётся бежать, переодетой в молодого лезгинца. Когда Хаджи-Мурат ищет eё в горах, его берёт в плен грузинский отряд. Он пытается выдать себя за брата похитителя, но тем не менее грузины собираются убить его. В последнюю минуту выясняется, что Хаджи-Мурат на самом деле — родной брат Кетеваны, похищенный лезгинцами в раннем детстве. Узнав об этом, все радуются и танцуют.

## Отзывы
Лаура Трубецкая отмечает, какие факторы могли повлиять на популярность оперетты на протяжении многих лет. Наиболее вероятно, что публика Малого театра, у которой оперетта имела успех, «была в основном купеческой и мещанской». Сыграло роль и то, что в 1880-е годы прошла первая волна увлечения французской опереттой, а, кроме того, возникла коммерческая антреприза, что привело «к смыканию опереточного театра с кафешантаном, чаще всего с примесью цыганского фольклора» . По мнению исследовательницы, несмотря на то, что «судя по либретто, представление о местных нравах у автора довольно причудливое, он явно старается заманить публику кавказской тематикой, широко представленной в литературе, но ещё новой на музыкальной сцене».
Музыкальный критик и композитор Николай Стрельников в рецензии на постановку оперетты петроградским Театром музыкальной комедии в 1923 году резко отозвался о произведении: «…в „Хаджи-Мурате“ нет музыки, нет мало-мальски приличного текста, нет ни малейшего намёка на осмысленность сюжета, в нём отсутствует и комический, и просто зрелищный элемент. (…) нет ни выдержанной руководящей мысли, ни значительности, ни мало-мальских интересных (…) этнографических черт (…), ни, наконец, того, что бы могло до некоторой степени оживить трафаретно-плоское и даже просто скучное действие».